# I-97
I-97 (Interstate 97) — межштатная автомагистраль в Соединённых Штатах Америки, длиной 17,62 мили (28,36 км). Проходит по территории штата Мэриленд.

## Маршрут магистрали
Interstate 97 берёт начало  на пересечении с межштатной автомагистралью 595, скоростными автомагистралями 50 и 301. Далее пересекает MD 450 без развязки и направляется в лесистую местность на северо-западе. Первая развязка — перекрёсток с MD 178. Затем пересекает MD 3 и MD 32, а также с MD 100 и MD 648. Заканчивается неподалёку от города Балтимор, на пересечении с I-895

## Основные развязки
- MD 3, Миллерсвилл
- MD 32, Одентон
- MD 100, Сиверн
- I-695[англ.], Балтимор

## Полный список развязок
| Место        | Номер съезда | Цель                                     |
| ------------ | ------------ | ---------------------------------------- |
| Аннаполис    | 0            | MD 665                                   |
| Аннаполис    | 1            | I-595, на Ричмонд, Вашингтон и Аннаполис |
|              | 5            | MD 178, на Краунсвилл                    |
|              | 7            | MD 32                                    |
|              | 10           | MD 3                                     |
| Глен-Берни   | 12           | MD 3 Bus.                                |
| Глен-Берни   | 13           | MD 174                                   |
| Глен-Берни   | 14           | MD 100                                   |
| Глен-Берни   | 15           | MD 175                                   |
| Ферндейл     | 16           | MD 648                                   |
| Линтикам     | 17           | I-695                                    |
| Бруклин-Парк |              | I-895                                    |